# 塩山紀生
塩山 紀生（しおやま のりお、1940年3月28日 - 2017年4月13日）は、日本のアニメーター、キャラクターデザイナー、イラストレーター。熊本県出身。
『ハリスの旋風』でデビュー。代表作は『装甲騎兵ボトムズ』『鎧伝サムライトルーパー』など。

## 略歴
7人兄弟の3番目として生まれる。実家は砂糖問屋の商家。小学生時代は絵描きという仕事が良くわからず、むしろ夏目漱石や芥川龍之介に憧れて、作家になりたいと思っていた。
後に絵画に凝るようになり、サラリーマンを2年間していた頃も休みの日には絵をよく描いていた。地元・熊本の新聞社で「日曜マンガ」を募集していることを知り、そこにナンセンス漫画のような作品などを投稿し始め、出すたびに入選していたという。
1961年上京。上京当初は東京で新聞販売店で住み込みながらで働く日々を送る。1966年、はてなプロ入社、1970年、村田耕一、小松原一男、米川功真と共に「OH!プロダクション」を設立。OH!プロダクション退社後はフリーアニメーターとしてタツノコプロ作品を初め多くのサンライズ作品の作画監督を務める。
初のキャラクターデザインを担当した『無敵鋼人ダイターン3』（1978年 - 1979年）最終回は「アニメに対する自分の想いを込めた」と高橋良輔との対談で述懐しているとおり、独特の荒々しくも力強いタッチで迫力ある画面を描き出している。
その後、高橋良輔のリアルロボット路線第1弾『太陽の牙ダグラム』（1981年 - 1983年）において作画監督チーフを務めたのち、『装甲騎兵ボトムズ』（1983年 - 1984年）、『機甲界ガリアン』（1984年 - 1985年）、『鎧伝サムライトルーパー』（1988年 - 1989年）のキャラクターデザイン/作画監督チーフを歴任した。
2017年4月13日、居住していた埼玉県三郷市のみさと団地で未明に火事が発生し、妻とともに遺体となって発見される。77歳没。また6日前の4月7日には、『ダイターン3』で仕事を共にした作曲家の松山祐士が自宅からの火事で亡くなっており、『機動戦士ガンダム』のヒットで多くのサンライズ作品とそのスタッフを認知していた多くのアニメファンは、二重の悲しみに包まれた。

## 作風・人柄
『ボトムズ』で谷口守泰、『サムライトルーパー』では村瀬修功と、塩山のオリジナルデザインを独自にアレンジした作画監督が、それをきっかけにしてスターアニメーターとなった。そのような独自のアレンジが可能だった理由については「塩山のキャラ造形がノーブルで嫌味のないスタンダードなものだから」という評と共に、塩山自身が「絵描きにはそれぞれ癖がある」といい、作画担当の個性を否定しない柔軟性を持っていたことが挙げられる。特に『ボトムズ』では谷口のアレンジに対し、塩山はむしろ谷口の姿勢を擁護・支持した。
高橋良輔は、塩山との出会いが自身の創作の原動力になったと述べている。
なお、塩山自身も『機甲戦記ドラグナー』に原画で参加した際にはオープニングアニメーションを担当した大張正己のほか同作品に参加している若手アニメーターたちの感性に着目し、作画を行う際に彼らの個性的な描き方を参考にしていたことが、角川書店のムック『NEWTYPE COLLECTION 6 機甲戦記ドラグナー』に描き下ろした主役メカ・ドラグナー1のイラストに寄せた塩山の紹介文から、明らかにされている。また、大張も自身のTwitterで塩山を悼む際、その旨を明かしている。
絵や作品の特徴について「純」「筆の勢い・大胆さ」「描線の美」「男っぽさ」「力強さ」「ダイナミックな線」「生々しいタッチ・存在感」「劇画調」などと言った評価が見られる。
そういった作風や人柄から、死去が報じられた際にはサンライズ、郷田ほづみ、結城信輝、ゆうきまさみ、鈴木臨之介など、関係者から故人を悼むコメントが寄せられた。

## 受賞歴
- 1984年『第6回アニメグランプリ』男性キャラクター部門 第一位 キリコ・キュービィー (装甲騎兵ボトムズ)
- 1985年『第2回日本アニメ大賞・アトム賞』 OVA部門 最優秀作品賞 装甲騎兵ボトムズ ザ・ラスト・レッドショルダー
- 1990年『第13回アニメグランプリ』読者賞 鎧伝サムライトルーパー
- 1990年『第7回日本アニメ大賞・アトム賞』 ファン大賞 作品賞 鎧伝サムライトルーパー
- 1990年『第7回日本アニメ大賞・アトム賞』 ファン大賞 男性キャラクター賞 真田遼/烈火のリョウ (鎧伝サムライトルーパー)

## アニメーターとしての参加作品

### テレビアニメ
- ハリスの旋風（1966年 - 1967年）作画 ※デビュー作
- 巨人の星（1968年 - 1971年）原画
- アタックNo.1（1969年 - 1971年）原画
- タイガーマスク（1969年 - 1971年）原画
- 天才バカボン（1971年-1972年）原画
- 赤胴鈴之助（1972年 - 1973年）原画
- 科学忍者隊ガッチャマン（1972年 - 1974年）原画
- 新造人間キャシャーン（1973年 - 1974年）作画監督/原画
- 破裏拳ポリマー（1974年 - 1975年）原画
- てんとう虫の歌 （1974年）作画
- 宇宙の騎士テッカマン（1975年）原画
- 勇者ライディーン（1975年）作画監督
- 超電磁ロボ コン・バトラーV（1976年 - 1977年）作画監督
- 超電磁マシーン ボルテスV（1977年 - 1978年）作画監督
- 闘将ダイモス（1978年）作画監督
- 無敵超人ザンボット3（1977年 - 1978年）オープニング原画
- 無敵鋼人ダイターン3（1978年 - 1979年）キャラクターデザイン/作画監督（最終話）
- 未来ロボ ダルタニアス（1979年 - 1980年）作画監督
- 無敵ロボ トライダーG7（1980年）作画監督/原画
- 最強ロボ ダイオージャ（1981年）作画監督
- 太陽の牙ダグラム （1981年 - 1983年）作画監督チーフ/サブキャラクターデザイン[14]
- 白い牙 ホワイトファング物語（1982年）原画
- 装甲騎兵ボトムズ（1983年 - 1984年）キャラクターデザイン/作画監督チーフ
- 機甲界ガリアン（1984年 - 1985年）キャラクターデザイン/作画監督チーフ
- 機甲戦記ドラグナー（1987年）原画
- センチュリオン＜海外合作＞（1987年）キャラクターデザイン/作画監督
- 鎧伝サムライトルーパー（1988年 - 1989年）キャラクターデザイン（デザイン協力/金山明博）/チーフ作画監督/OP・EDアニメーション（後半）
- 機動戦士Vガンダム（1993年）原画
- 闇夜の時代劇 老ノ坂（1995年）キャラクターデザイン/原画（本編イラストレーション ）
- 獣戦士ガルキーバ（1995年）OP・ED・DN作画（共同）/原画
- 勇者王ガオガイガー（1997年 - 1998年）デザインワークス（共同/鈴木竜也、戦船）/原画
- 無限のリヴァイアス（1999年）原画
- 犬夜叉（2001年 - 2004年）デザインワークス/原画
- 陰陽大戦記（2004年 - 2005年）原画

### 映画
- タイガーマスク ふく面リーグ戦（1970年）原画
- ドキュメント 太陽の牙ダグラム（1983年）キャラクターデザイン（共同/吉川惣司）/作画監督/新作カット原画（共同/谷口守泰）
- 日本サンライズ・アニメフェスティバル (1986年) 装甲騎兵ボトムズ ザ・ラストレッドショルダー　キャラクターデザイン/作画監督
- ネオ・ヒロイック・ファンタジア アリオン（1986年）イメージボード （共同/安彦良和） / 原画
- 鎧伝サムライトルーパー 輝煌帝伝説（1990年）キャラクターデザイン/作画監督（共に共同/村瀬修功）
- 機動戦士ガンダムF91（1991年）原画
- 映画 犬夜叉 時代（とき）を越える想い（2001年）原画
- 映画 犬夜叉 鏡の中の夢幻城（2002年）原画
- 映画 犬夜叉 天下覇道の剣（2003年）原画

### OVA
- 装甲騎兵ボトムズ
  - 装甲騎兵ボトムズ VOL.I STORIES OF THE "A.T.VOTOMS"（1985年）キャラクターデザイン/新作カット原画
  - 装甲騎兵ボトムズ VOL.II HIGHLIGHTS OF THE "A.T.VOTOMS"（1985年）キャラクターデザイン/エンディング・アニメーション/新作カット原画
  - ザ・ラストレッドショルダー（1985年）キャラクターデザイン/作画監督
  - ウド（1986年）キャラクターデザイン
  - クメン（1986年）キャラクターデザイン
  - ビッグバトル（1986年）キャラクターデザイン/作画監督
  - サンサ（1988年）エンディング・アニメーション
  - クエント（1988年）エンディング・アニメーション
  - レッドショルダードキュメント 野望のルーツ（1988年）キャラクターデザイン/作画監督
  - 赫奕たる異端（1994年）キャラクターデザイン/総作画監督
  - ペールゼン・ファイルズ（2007年 - 2008年）キャラクターデザイン/原画
  - 幻影篇（2010年）キャラクターデザイン/オープニング・エンディングイラストレーション
  - 孤影再び（2011年）キャラクターデザイン/エンディングアニメーション原画
- 機甲界ガリアン
  - PART I 大地の章（1986年）キャラクターデザイン
  - PART II 天空の章（1986年）キャラクターデザイン（塩山紀生インタビュー巻末収録）
  - PART III 鉄の紋章（1986年）キャラクターデザイン/作画監督
- 鎧伝サムライトルーパー
  - 鎧伝サムライトルーパー外伝（1989年）キャラクターデザイン
  - 輝煌帝伝説（1989年 - 1990年）キャラクターデザイン/作画監督（共同/村瀬修功）
  - SAMURAI TROOPERS IN MESSAGE（1991年）キャラクターデザイン/アニメーションディレクター
- 英雄凱伝モザイカ （1991年）原作/キャラクターデザイン/総作画監督/絵コンテ/原画
- 闇夜の時代劇 幕末洛中瓦版（1995年）キャラクターデザイン/作画監督/原画（塩山紀生インタビュー巻末収録）
- 勇者王ガオガイガーFINAL（1999年）原画

### インターネット配信
- アニメーター列伝「剣豪列伝」（ショートアニメーション、2006年）原作/作画

### ゲーム
- 装甲騎兵ボトムズ ザ・バトリングロード（1993年）キャラクターデザイン
- 装甲騎兵ボトムズ ライトニングスラッシュ（1999年）キャラクターデザイン
- サンライズ英雄譚（1999年）キャラクター原画（共同/安彦良和、他）
- サンライズ英雄譚R（2000年）キャラクター原画（共同/安彦良和、他）
- サンライズ英雄譚2（2001年）キャラクター原画（共同/安彦良和、他）

## イラストレーション
塩山の原画をアニメで生かすのにおいて、原画独特のタッチを画面に反映させるのは、動画の整然と整理された描線では容易な事ではなかったため、少しでも理想に近づけようと、自ら一部動画も手掛ける事となる。本人曰く「作品の世界が完全に作られてはいない中で、心の中に鬱屈した何かを持ち、ストーリーを考えながら描く」という手法であるということを語っている。

### 小説イラスト
- 太陽の牙ダグラム 1 著：星山博之 1983年10月（朝日ソノラマ）
- 太陽の牙ダグラム 2 著：星山博之 1984年3月（朝日ソノラマ）
- 装甲騎兵ボトムズ ザ・ファーストレッドショルダー 著：吉川惣司 1988年6月（徳間書店）
- 装甲騎兵ボトムズ ザ・ラストレッドショルダー 著：吉川惣司 1988年12月（徳間書店）
- 聖獣士グリント 第1巻 - 第3巻 著：鈴木良武 1991年7月 - 1993年3月（朝日ソノラマ）
- 緋王彷徨伝1 激震の波涛 著：はままさのり 1992年1月（大陸書房）
- モザイカ　著：高橋良輔 1992年8月（富士見書房）
- 皇国の守護者 第1巻 - 第7巻（しけたみがのと協同）著：佐藤大輔 1998年6月 - 2001年9月（中央公論新社）
- 鎧正伝サムライトルーパー 幹坤篇 著：河原よしえ 1989年7月（ケイブンシャ）
- 鎧正伝サムライトルーパー 英魂篇 著：河原よしえ 1989年7月（ケイブンシャ）
- 鎧伝サムライトルーパー 輝煌帝伝説 著：浜津守 1990年4月（ケイブンシャ）
- 装甲騎兵ボトムズ I ウド編（大河原邦男と協同）著：高橋良輔 2002年11月（角川書店）
- 装甲騎兵ボトムズ II クメン編（大河原邦男と協同）著：高橋良輔 2003年2月（角川書店）
- 装甲騎兵ボトムズ III サンサ編（大河原邦男と協同）著：高橋良輔 2003年6月（角川書店）
- 装甲騎兵ボトムズ IV クエント編（大河原邦男と協同）著：高橋良輔 2003年10月（角川書店）
- 装甲騎兵ボトムズ コマンドフォークト 著：野崎透 2006年～（ホビージャパン）

### CDドラマ他
- 装甲騎兵ボトムズ ソノラマ文庫 カセット版 21 著：高橋良輔 1988年12月（朝日ソノラマ）
- 鎧伝サムライトルーパー　メモリアルズデラックス（イラスト集＋ビデオ／村瀬修功、逢坂浩司、服部憲知、鵜飼美樹、山田きさらか、明貴美加と協同）1991年6月（サンライズ、ムービック）
- CDドラマコレクションズ 三國志 一 - 八 キャラクターデザイン/イラストレーション 1992年6月 - 1994年3月（コーエー）
- CDドラマコレクションズ 三國志 第一部総集編 キャラクターデザイン/イラストレーション 1994年8月（コーエー）
- CDドラマコレクションズ 三國志 諸葛亮孔明征嵐伝 一ノ巻 - 四ノ巻 キャラクターデザイン/イラストレーション　1995年3月～1995年12月（コーエー）
- 装甲騎兵ボトムズ デジタルメモリアルズ 1 (CD-ROM) イラストレーション/インタビュー収録 1999年10月（ムービック）
- CDドラマコレクションズ 三國志DX キャラクターデザイン/イラスト（スペシャルゲストとして出演）2003年3月26日　（コーエー）
- 陰陽大戦記OP「君となら」ED「空カケアガル」初回特典 陰陽闘神符イラスト/白虎のコゲンタ、白虎のランゲツ

### ゲームソフト
- キングスナイト・スペシャル パッケージイラスト 1986年（スクウェア）

### 漫画
- 新鎧伝サムライトルーパー 原作:矢立肇、二階堂いづみ 作画:細井雄二 　鎧デザイン:岡本英郎（塩山紀生による漫画用キャラクター設定画を巻末収録）1992年12月　（講談社）

### 画集・イラスト連載
- －塩山紀生の世界－オデッセイ コピーライト：高橋良輔　ホビージャパン 1987年1月号 - 1988年1月号連載　（ホビージャパン）
- 塩山紀生画集 1996年10月（ムービック）
- 永久保存版 塩山紀生アートワーク傑作選 2002年3月（ビレッジセンター出版局）

### シルクスクリーン
- 発売元:イーグルギャラリー 販売元:アートコレクションハウス株式会社
  - 出立（しゅったつ）〜装甲騎兵ボトムズより〜 2001年制作 イメージサイズ 縦48.9cm × 横33.2cm
  - 静寂（しじま）〜装甲騎兵ボトムズより〜 2001年制作 イメージサイズ 縦44.8cm × 横64.4cm
  - 戦夢（せんむ）〜装甲騎兵ボトムズより〜 2001年制作 イメージサイズ 縦32.3cm × 横64.2cm
  - 絆（きずな）〜装甲騎兵ボトムズより〜 2001年制作 イメージサイズ 縦49.9cm × 横34.8cm
  - 蹶然（けつぜん）〜装甲騎兵ボトムズより〜 2001年制作 イメージサイズ 縦64.8cm × 横44.8cm
  - 蒼影（そうえい）〜装甲騎兵ボトムズより〜 2001年制作 イメージサイズ 縦44.8cm × 横64.8cm

### 原画展
- 塩山紀生原画展 〜装甲騎兵ボトムズの世界〜
  - 名古屋市 2001年9月22日 - 9月24日 ナディアパーク デザインセンタービル 3Fデザインホール
  - 福岡市 2001年9月27日 - 10月1日 Club AS GALLERIA ARCH ギャレリアアーチ福岡